# Никитин, Василий Антонович
Василий Антонович Никитин (2 мая 1931 — 28 января 2010) — организатор сельскохозяйственного производства, Герой Социалистического Труда (1971).

## Биография
Родился года в деревне Старое Янашево Яльчикского района (Чувашия).
Окончил Чувашский сельхозинститут. В 1955—1968 работал зоотехником, главным зоотехником, заместителем председателя колхоза «Гвардеец» Батыревского района. С 1968 по 1973 год председатель колхоза «Гвардеец».
За большие заслуги в развитии колхозного производства в 1971 году удостоен звания Героя Социалистического Труда.
С 13 октября 1973 по 17 июня 1990 года первый секретарь Батыревского райкома КПСС.

## Награды и звания
Награждён орденами Ленина (дважды), Трудового Красного Знамени, Дружбы народов, медалями ВДНХ — двумя Большими серебряными и одной Малой серебряными медалями.
Заслуженный зоотехник РСФСР (1967) и Чувашской АССР (1962).